# Velika župa Usora-Soli
Velika župa Usora-Soli bila je jedna od 22 velike župe na prostoru NDH. Sjedište joj je bilo u Tuzli, a djelovala je od 20. srpnja 1941. Do 5. srpnja 1944. godine nosila je ime "Usora i Soli". Građansku upravu u župi vodio je veliki župan kao pouzdanik vlade imenovan od strane poglavnika. 
Velika župa je obuhvaćala je područje kotarskih oblasti:
- Doboj,
- Gračanica,
- Maglaj,
- Teslić,
- Tešanj,
- Tuzla,
- Zvornik
- Kladanj (od 16. kolovoza 1941., dotad u v. župi Lašvi-Glažu)
- Srebrenica (od 5. srpnja 1944., dotad u v. župi Vrhbosni)
- Vlasenica (od 5. srpnja 1944., dotad u v. župi Vrhbosni)

i grad Tuzla.
Uvođenjem redovne državne uprave prvi veliki župan ove velike župe je Ragib Čapljić, postavljen je disident JMO-a od 1938. i Hadžićev pristaša iz Rogatice. Početkom svibnja 1941. vlasnik Muslimanske svijesti Muhamed Hadžibaščaušević imenovan je za ustaškog stožernika. Rujna 1942. velikim županom imenovan je Bahrija Kadić. Ožujka 1944. za velikog župana ove župe imenovan je Avdo Ferizbegović.
Zbog ratnih operacija i prisutnosti neprijateljskih snaga, sjedište je od 10. listopada 1944. godine bilo premješteno iz Tuzle u Doboj.